# Csomóelmélet

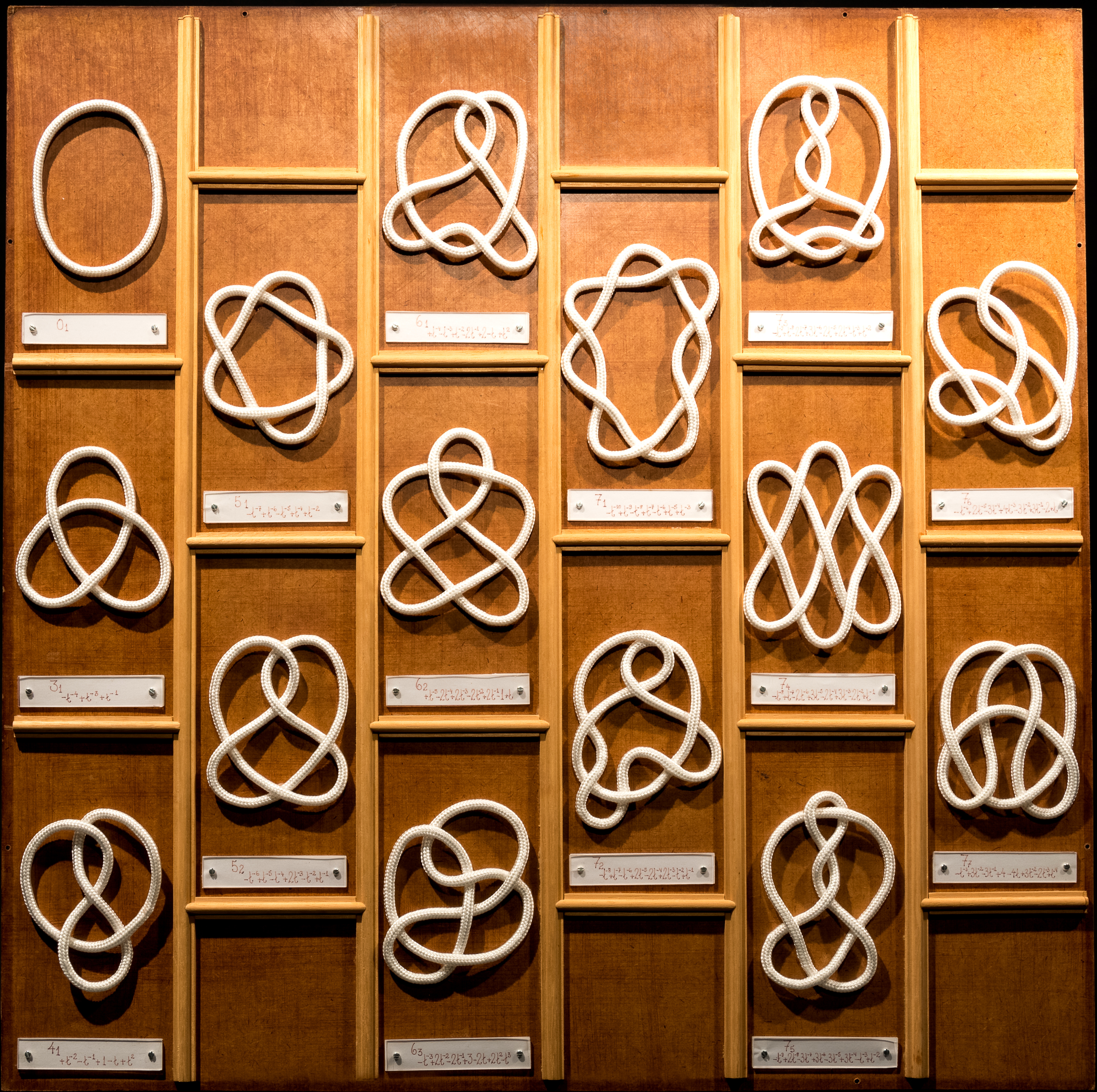
Különböző csomók, köztük a triviális csomóval (balra fent) és a lóherecsomóval (közvetlenül alatta)

Lóherecsomó, a legegyszerűbb nem triviális csomó

A csomóelmélet a topológia matematikai csomókat tanulmányozó területe. Bár a mindennapi életben megjelenő, például cipőfűzőkkel vagy kötéllel létrehozható csomók inspirálták, a matematikai csomók eltérnek abban, hogy zártak, és végeik nem választhatók szét. A legegyszerűbb csomó a gyűrű (vagy triviális csomó). Matematikai megfogalmazásban a csomó egy kör 3 dimenziós euklideszi térbe ({\displaystyle \mathbf {E} ^{3}}) való beágyazása. Két csomó ekvivalens, ha egymásba transzformálhatók {\displaystyle \mathbf {R} ^{3}} önmagába való deformációjával (környezeti izotópia), e transzformációk egy csomó olyan transzformációjának felelnek meg, melynek nem része annak vágása vagy átvitele önmagán.
A csomók többféleképp írhatók le. Különböző leírási módszerekkel egy csomó egynél többféleképp írható le. Például gyakori csomóleírási módszer a síkbeli csomódiagram, melyben bármilyen csomó lerajzolható sokféleképp. Így alapvető csomóelméleti kérdés annak meghatározása, mikor határoz meg két leírás azonos csomót.
E kérdésre ismeretlen számítási összetettségű teljes algoritmikus megoldás létezik. A gyakorlatban a csomókat csomóinvariánssal különböztetik meg, ami olyan érték, mely a csomó különböző leírásai esetén azonos. Fontos invariánsok például a csomópolinomok, a csomócsoportok és a hiperbolikus invariánsok.
A csomóelmélet alapítóinak első célja a csomók és láncok leírása, melyek több összekapcsolt csomóból állnak. A csomóelmélet 19. századi alapítása óta több mint 6 milliárd csomót és láncot írtak le.
A további ismeretek szerzéséhez a matematikusok a csomófogalmat többféleképp általánosították. A csomók vizsgálathók más 3 dimenziós terekben, és a körtől eltérő objektumok is használhatók. Például a magasabb dimenziójú csomó n+2 dimenziós euklideszi térbe ágyazott n-gömb.

## Történet

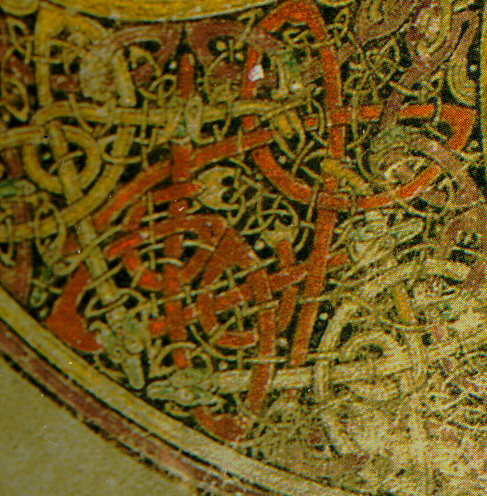
Összetett kelta csomózás az 1200 éves kellsi kódexben

A régészek kimutatták, hogy a csomókötés a történelem előtti időkre nyúlik vissza. A feljegyzésekhez és tárgyak összekapcsolásához való használata mellett esztétikájuk és spirituális jelentőségük miatt is használtak csomókat. A csomók a kínai művészetek különböző formáiban is megjelennek több évszázaddal időszámításunk előtt keletkezett művekben. A végtelen csomó a tibeti buddhizmusban jelent meg, míg a Borromeo-gyűrűk több különböző kultúrában jelentek meg egymástól függetlenül, gyakran az egységben megmutatkozó erőt szimbolizálva. A kellsi kódexet író kelta főpapok teljes oldalakat töltöttek ki összetett kelta csomókkal.

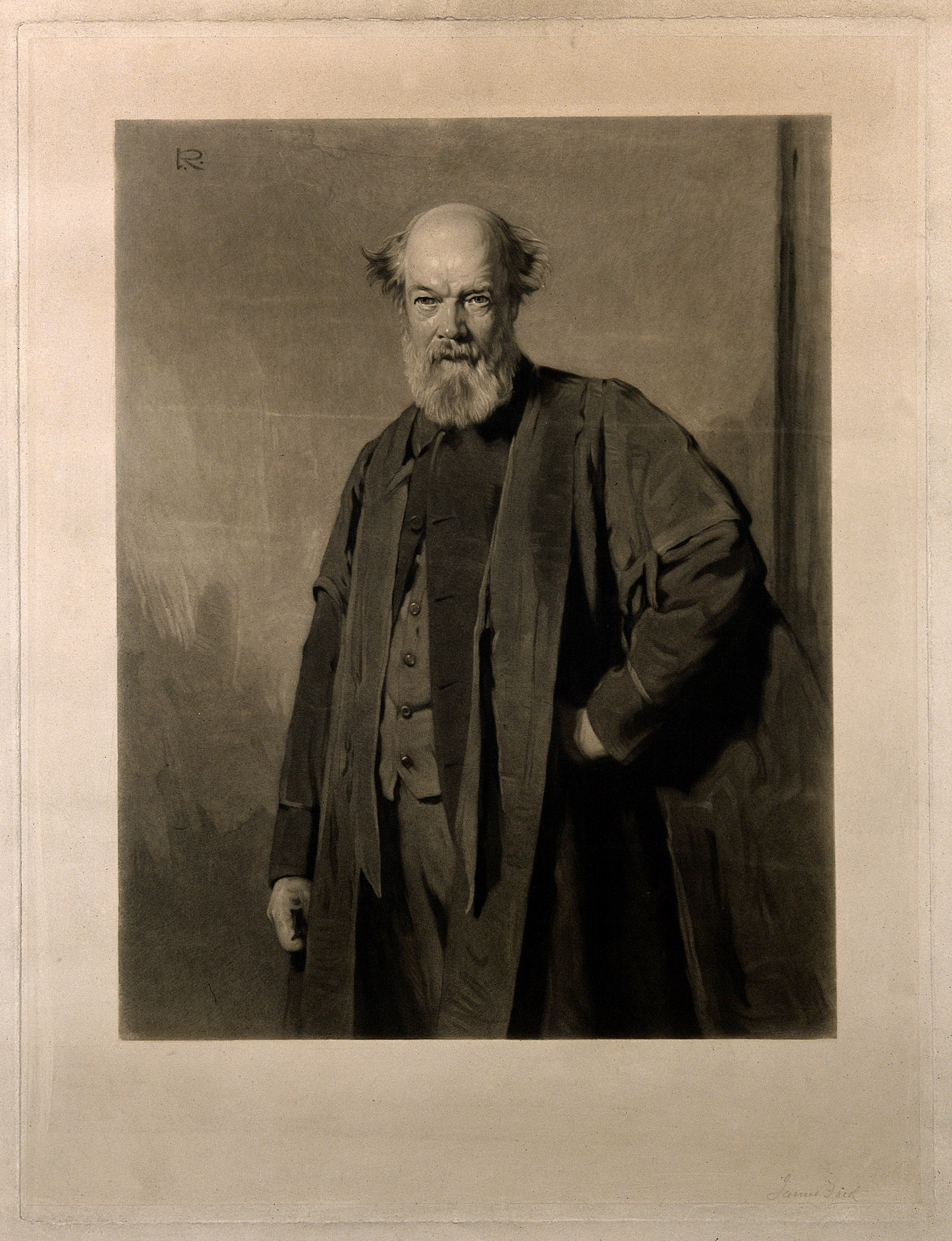
A csomók első rendszerezője, Peter Guthrie Tait

A csomók matematikai leírását 1771-ben alakította ki Alexandre-Théophile Vandermonde, aki lejegyezte a csomók topológiai jellemzői fontosságát tulajdonságaik leírásában a helyzet geometriájához vszonyítva. A csomók matematikai tanulmányozása a 19. században kezdődött, amikor Carl Friedrich Gauss meghatározta a láncintegrált (Silver 2006). Az 1860-as években William Thomson örvényelmélete, mely szerint az atomok az éter csomói voltak, Peter Guthrie Tait első teljes osztályozású csomókatalógusaihoz vezetett. Tait 1885-ben közölte a 10-nél nem több metszéssel rendelkező csomók katalógusát és a Tait-sejtéseket. Ez a csomóelmélet korai művelőit motiválta, de a csomóelmélet végül a fejlődő topológia részévé vált.
A 20. század elején dolgozó topológusok – Max Dehn, J. W. Alexander és társaik – a csomókat a csomócsoport és a homológiaelméleti invariánsok, például az Alexander-polinom szempontjából vizsgálták. Ez lett végül a csomóelmélet fő megközelítése, amíg több áttörés átalakította a területet.
Az 1970-es évek végén William Thurston bevezette a csomóelméletbe a hiperbolikus geometriát a hiperbolizációs tételen keresztül. Számos csomóról kiderült, hogy hiperbolikus csomók, lehetővé téve a geometria használatát új csomóinvariánsok meghatározására. A Jones-polinom Vaughan Jones általi 1984-es felfedezése (Sossinsky 2002, pp. 71–89) és Edward Witten, Makszim Koncevics, Louis Kauffman  et al. közreműködései alapvető kapcsolatokat mutattak ki a csomóelmélet és a statisztikai mechanika és a kvantummező-elmélet matematikai módszerei közt. Számos csomóinvariánst fedeztek fel azóta összetett eszközök, például kvantumcsoportok és Floer-homológia használatával.
A 20. század utolsó évtizedeiben a tudósok fizikai csomókat is elkezdtek vizsgálni a dezoxiribonukleinsav és más polimerek csomósodási jelenségei vizsgálatára. A csomóelmélet használható annak megállapítására, hogy egy molekula királis-e (Simon 1986). A csavarsorok, melyek két rögzített véggel rendelkező csomók, hatékonyan használhatók a DNS-topoizomeráz hatásának vizsgálatára (Flapan 2000).  Ezenkívül a csomóelmélet fontos lehet a kvantumszámítógépek építésében a topológiai kvantumszámítás modellje alapján (Collins 2006).

## Csomóekvivalencia
A csomó létrehozása egydimenziós vonal önmaga köré hajlításával, majd két szabad vége zárt körré való egyesítésével történik (Adams 2004) (Sossinsky 2002). Egyszerűen fogalmazva, egy {\displaystyle K} csomó egyszerű zárt görbe – vagyis „majdnem” injektív és folytonos {\displaystyle K:[0,1]\to \mathbf {R} ^{3}} függvény, ahol az egyetlen injektivitástörés, hogy {\displaystyle K(0)=K(1)}. A topológiában a csomókat és más csomócsoportokat, például a láncokat és fonatokat ekvivalensnek tartják, ha a csomó átalakítható önátmetszés nélkül más csomóval való egybeesésig.
A csomóekvivalencia egy precíz meghatározása annak, mikor egyenlő két csomó akkor is, ha máshogy vannak elrendezve. Formális matematikai definíció szerint két {\displaystyle K_{1},K_{2}} csomó ekvivalens, ha van olyan irányítástartó {\displaystyle h\colon \mathbb {R} ^{3}\to \mathbb {R} ^{3}} homeomorfizmus, melyre {\displaystyle h(K_{1})=K_{2}}.
A csomóekvivalencia e definíciójának jelentése, hogy két csomó ekvivalens, ha a térnek van olyan folytonos {\displaystyle \{h_{t}:\mathbf {R} ^{3}\rightarrow \mathbb {R} ^{3}|0\leq t\leq 1\}} homeomorfizmuscsaládja, melynek utolsó tagja az első csomót a másodikhoz rendeli. (Részletesen: a {\displaystyle K_{1}} és {\displaystyle K_{2}} csomók ekvivalensek, ha létezik olyan folytonos {\displaystyle H:\mathbf {R} ^{3}\times [0,1]\rightarrow \mathbf {R} ^{3}} hozzárendelés, melyre tetszőleges {\displaystyle t\in [0,1]} esetén az {\displaystyle x\in \mathbb {R} ^{3}} hozzérendelése {\displaystyle H(x,t)\in \mathbb {R} ^{3}}-hez {\displaystyle \mathbb {R} ^{3}} önmagára mutató homeomorfizmusa, {\displaystyle H(x,0)=x} bármely {\displaystyle x\in \mathbf {R} ^{3}}-ra, és {\displaystyle H(K_{1},1)=K_{2}}. Az ilyen {\displaystyle H} függvény környezeti izotópia.)
A csomóekvivalencia e két meghatározása pontosan megegyezik abban, mely csomókat tartja ekvivalensnek. Két, az irányítástartó homeomorfizmuson alapuló definíció szerint ekvivalens csomó ekvivalens a környezeti izotópián alapuló szerint is, mivel {\displaystyle \mathbb {R} ^{3}} önmagára való irányítástartó homeomorfizmusa egyben az egységről induló környezeti izotópia utolsó része. Ugyanígy két, a környezeti izotópián alapuló definíció szerint ekvivalens csomó ekvivalens az irányítástartó homeomorfizmuson alapuló szerint is, mivel a környezeti izotópia {\displaystyle t=1} (végső) állapotának az egyik csomót a másikhoz rendelő irányítástartó homeomorfizmusnak kell lennie.
A csomóelmélet alapproblémája, a felismerési probléma két csomó ekvivalenciájának meghatározása. Algoritmusok léteznek a probléma megoldására, az elsőt Wolfgang Haken adta meg az 1960-as évek végén (Hass 1998). Azonban ezek az algoritmusok különösen időigényesek lehetnek, és az elméletben fő kérdés, hogy milyen nehéz e probléma (Hass 1998). A triviális csomó felismerése mint speciális eset (a triviális csomó problémája) különösen jelentős (Hoste 2005). 2021 februárjában Marc Lackenby új kvázipolinom időben futó triviáliscsomó-felismerő algoritmust hozott létre.

## Csomódiagramok

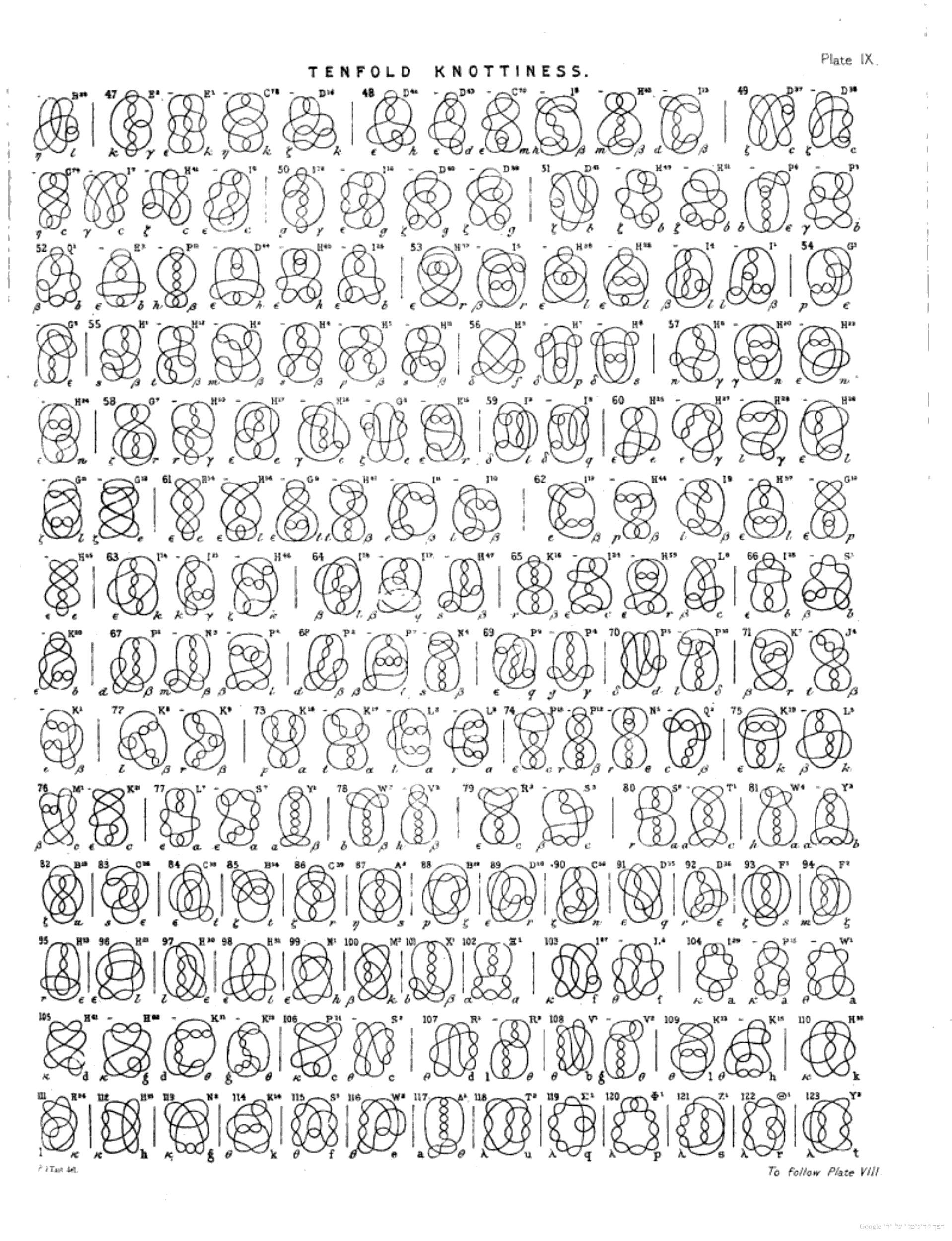
Tenfold Knottiness, IX. lap Peter Guthrie Tait On Knots című 1884-es cikkéből

A csomók vizualizálásának és módosításának hasznos módja a csomó lapra való leképezése – mintegy mintha falra vetne árnyékot. A leképezés irányának kis változása biztosítja, hogy a függvény injektív a kétszeres pontok, a kereszteződések kivételével, ahol a csomó „árnyéka” önmagát transzverzálisan metszi (Rolfsen 1976). Minden átmetszésnél az eredeti csomó rekonstrukciójához a felső és alsó szálak megkülönböztethetők. Ez általában az alsó szál megtörésével oldható meg. Az így kapott diagram immerzált síkgörbeként jelenik meg ama kiegészítő adattal, hogy mely szál van felül, és melyik alul az egyes metszéseknél. E diagramok csomódiagramok, ha csomót, és láncdiagramok, ha láncot mutatnak. Ennek megfelelően a 4 dimenziós térben lévő csomók 3 dimenziós térbeli immerzált felületként jeleníthetők meg.
A redukált diagram olyan csomódiagram, melyben nincs redukálható metszés. A sziromprojekció olyan projekció, ahol kettőzési pontok helyett minden szál egy metszéspontban metszi egymást, melyhez egymásba nem ágyazott „szirmokat” alkotó körökben csatlakoznak.

### Reidemeister-lépések
1927-ben diagrammatikus rajzolásán dolgozva J. W. Alexander és Garland Baird Briggs, valamint tőlük függetlenül Kurt Reidemeister, kimutatták, hogy két azonos csomóhoz tartozó csomódiagram egymásba alakítható három lépésfajtával, melyek alább szerepelnek. E műveletek a Reidemeister-lépések, és a következőkből állnak:
1. Csavarás és kicsavarás tetszőleges irányba.
2. Szál másik fölé vagy másik felől való mozgatása.
3. Szál teljesen kereszteződés fölé vagy alá mozdítása.

| 1. típus | 2. típus | 3. típus |
| -------- | -------- | -------- |
|          |          |          |

Annak bizonyítása, hogy az ekvivalens csomók diagramjai a Reidemeister-lépésekkel egymáshoz kapcsolhatók, annak elemzésén alapul, hogy mi történik az egyik csomó másikká alakÍtásának síkprojekcióján. A lépés megalkotható úgy, hogy a folyamat majdnem egészén a projekció csomódiagram marad, kivéve véges számú „esemény” vagy „katasztrófa” idején, például ha 2-nél több szál metszi egymást egy pontban, vagy több szál érintkezik egy pontban. Egy közeli vizsgálat kimutatja, hogy az összetett események elkerülhetők, így csak az egyszerűbbek maradnak:
1. egy „csúcs” keletkezése vagy megszűnte,
2. 2 szál érintkezése egy pontban és áthaladása egymáson,
3. 3 szál metszése egy pontban.

Ezek pontosan a Reidemeister-lépések (Sossinsky 2002, ch. 3) (Lickorish 1997, ch. 1).

## Csomóinvariánsok

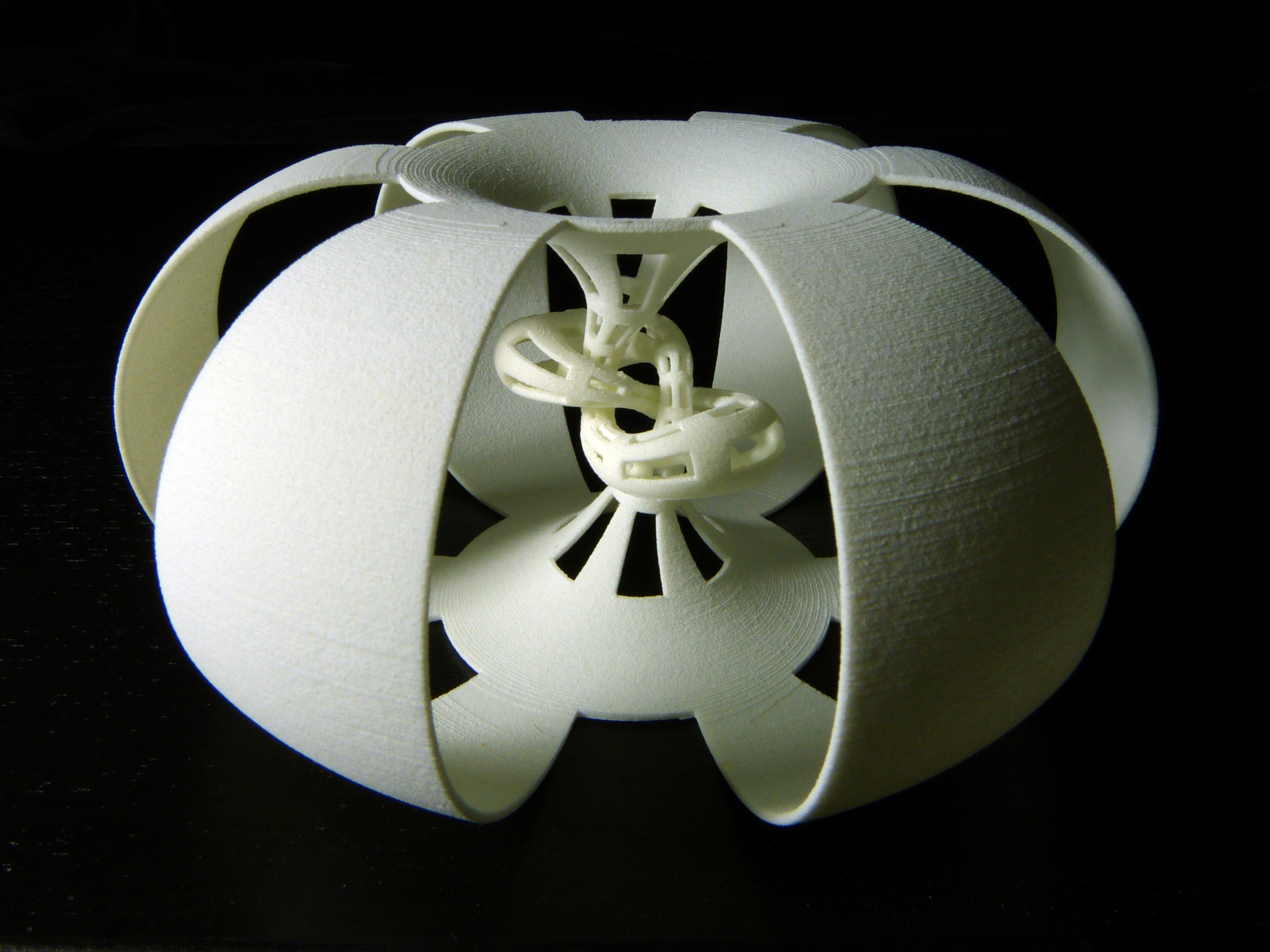
Nyolcascsomó 3D-nyomtatott komplementere François Guéritaud, Saul Schleimer és Henry Segerman által

A csomóinvariáns olyan jellemző, mely ekvivalens csomóknál azonos (Adams 2004) (Lickorish 1997) (Rolfsen 1976). Például ha az invariáns csomódiagramból számított, azonos értéket kell kiadnia két ekvivalens csomót bemutató csomódiagram esetén. Egy invariáns azonos értékeket vehet fel egynél több különböző csomónál, így képtelen lehet minden csomó megkülönböztetésére. Elemi invariáns a háromszínezhetőség.
„Hagyományos” csomóinvariánsok például a csomókomplemens alapcsoportja – a csomócsoport – és a csomókomplement végtelen ciklikus fedéséből szerkesztett modulból, az Alexander-invariánsból számítható Alexander-polinom (Lickorish 1997)(Rolfsen 1976). A 20. század végén fedeztk fel olyan invariánsokat, mint a kvantum-csomópolinom, a Vaszilijev-invariánsok vagy a hiperbolikus invariánsok. Ezek azonban a modern csomóelméletnek csak egy részét alkotják.

### Csomópolinomok
A csomópolinom csomóinvariáns polinom. Jól ismert a Jones-, az Alexander- és a Kauffman-polinom. Az Alexander-polinom egy változata, az Alexander–Conway-polinom, egész együtthatós polinom z változóban (Lickorish 1997).
Az Alexander–Conway-polinom valójában a láncok terén definiált, melyek egy vagy több összekapcsolt csomóból állnak. A csomókra fent magyarázott fogalmak, például a diagramok és a Reidemeister-lépések a láncokra is teljesülnek.

Adott egy irányított láncdiagram – olyan láncdiagram, ahol a lánc minden komponense rendelkezik nyíllal jelölt preferált iránnyal. A diagram meghatározott metszésénél legyen {\displaystyle L_{+},L_{-},L_{0}} a diagram ábra szerinti megváltozásából szerezhető 3 irányított diagram: 
Az eredeti diagram lehet {\displaystyle L_{+}} vagy {\displaystyle L_{-}} a választott metszés konfigurációja szerint. Ekkor a {\displaystyle C(z)} Alexander–Conway-polinom rekurzívan meghatározható az alábbi szabályok szerint:
- {\displaystyle C(O)=1} (ahol O a triviális csomó tetszőleges diagramja).
- {\displaystyle C(L_{+})=C(L_{-})+zC(L_{0}).}

A második szabály a „skein reláció”. Annak ellenőrzésére, hogy e szabályok az irányított lánc invariánsát adják, meghatározandó, hogy a polinom nem változik a 3 Reidemeister-lépés során. Sok fontos csomópolinom meghatározható így.
Az alábbi a skein relációval történő számítás példája. Ez a lóherecsomó Alexander–Conway-polinomját számítja ki. A sárga területek jelzik a reláció alkalmazásának helyét.
C() = C() + z C()
megadja a triviális csomót és a Hopf-láncot. A reláció Hopf-láncra való alkalmazásakor:
C() = C() + z C()
kétkomponensű triviális lánccá alakítható láncot és triviális csomót ad. A triviális lánc kissé különösen viselkedik:
C() = C() + z C()
mely alapján {\displaystyle C(0_{1}^{2})=0}, mivel az első 2 polinom a triviális csomóé, így egyenlő. Ezek együttese alapján:
{\displaystyle C(3_{1})=1+z(0+z)=1+z^{2}}
Mivel az Alexander–Conway-polinom csomóinvariáns, a lóherecsomó nem ekvivalens a triviális csomóval.

Balos kiralitású lóherecsomó.
Jobbos kiralitású lóherecsomó.

Valójában két lóherecsomó van, melyek egymás tükörképei: ezek a balos és jobbos kiralitásúak (a lóherecsomó egyik diagramján minden metszést megcserélve megkapható a tükörkép). Ezek nem ekvivalensek, vagyis nem amfikirálisak. Ezt Max Dehn igazolta a csomópolinomok felfedezése előtt csoportelméleti módszerekkel (Dehn 1914). De a két csomó Alexander–Conway-polinomjai azonosak, ahogy a fenti számítás tükörképpel való elvégzésével belátható. A Jones-polinom azonban megkülönbözteti a két lóherecsomót (Lickorish 1997).

### Hiperbolikus invariánsok
William Thurston sok csomóról bizonyította, hogy hiperbolikus csomók, vagyis hogy komplementerük, vagyis a tér csomón kívüli pontjait tartalmazó részhalmaza a hiperbolikus geometria szerkezetét veszi fel. E szerkezet csak a csomótól függ, így a hiperbolikus szerkezetből számított értékek csomóinvariánsok (Adams 2004).
A geometria lehetővé teszi a csomó vagy lánc komplementerének megtekintését a geometria geodetikus vonalain haladó fénysugarak modellezésével. Erre példa a Borromeo-gyűrűk komplementerének képe. Egy ilyen lánc komplementerének megfigyelője, ha a vörös komponens közeléből figyeli meg a teret, az általa kapott képen a gömbök a lánc horoszféra-környezetei. A lánc standard módon történő vastagításával komponensei horoszféra-környezetei kaphatók meg. Bár a környezet határa tórusz, a komplementeren belül nézve gömbnek tűnik. Minden lánckomponens végtelen sok egyszínű gömbként jelenik meg, mivel végtelen sok fénysugár érkezhet be a megfigyelőhöz a lánckomponensből. A képen látható alapparalelogramma függőlegesen és vízszintesen is lefedi a teret, és megmutatja a gömbök mintájának végtelen kibővítésének módját.
E minta, a horoszféraminta, magában hasznos invariáns. Más hiperbolikus invariánsok például az alapparalelogramma alakja, a legrövidebb geodetikus vonal hossza és a térfogat. A modern csomó- és láncleírási erőfeszítések ezeket az invariánsokat hatékonyan használják. A gyors számítógépek és ez invariánsok megfelelő megszerzése ez utóbbiak számítását a gyakorlatban leegyszerűsíti (Adams, Hildebrand & Weeks 1991).

## Magasabb dimenziók
Egy 3 dimenziós csomó kibontható 4 dimenziós térben az átmetszések váltásával. Tegyük fel, hogy egy szakasz egy másik mögött van egy adott pontból nézve. Ennek 4. dimenzióba emelésekor nincs akadály (az elülső szálnak nincs ott komponense), majd előrecsúsztatható, és visszahelyezhető, így már elöl van a pont. Ennek analógiája a síkban a szál felszínről való felemelése vagy egy körön belüli pont eltávolítása (Adams 2004).
4 dimenzióban bármilyen nem önátmetsző zárt 1 dimenziós kör ekvivalens a triviális csomóval. Ehhez a kört először 3 dimenziós altérbe kell helyezni, ami mindig lehetséges.
A 4 dimenziós tér azonban megjelenik a hagyományos csomóelméletben, és fontos témái a szeletcsomók és a szalagcsomók.
Egy gyakran Ralph Foxnak tulajdonított jelentős nyitott kérdés arról szól, hogy minden szeletcsomó szalagcsomó-e. Egy csomó sima szeletcsomó, ha 4 dimenziós gömbbe simán ágyazott 3 dimenziós körlemez határa lehet (a simaságot általában feltételezik, és a sima szeletcsomókat egyszerűen szeletcsomónak nevezik. Vannak más szeletcsomótípusok, mint például a racionális szeletcsomók, melyek nem feltétlenül simák.) A szalagcsomó a 3-gömbbe immerzált körlemezt határoló csomó. Minden szalagcsomó szeletcsomó.

### Magasabb dimenziójú gömbök csomói
Mivel a csomó topológiailag tekinthető 1 dimenziós gömbnek, a következő általánosítás egy 2-gömb ({\displaystyle \mathbb {S} ^{2}}) leképezése 4 dimenziós euklideszi térbe ({\displaystyle \mathbb {R} ^{4}}). Egy ilyen beágyazás csomós, ha nincs oly {\displaystyle \mathbb {R} ^{4}}-ből önmagába képező homeomorfizmus, mely a beágyazott 2-gömböt a hagyományos „kerek” 2-gömb-beágyazásba képezi le. A felfüggesztett csomók és a csavart csomók ilyen 2-gömb-csomókból álló családot alkotnak.
Az „általános helyzet” matematikai technikája alapján tetszőleges m dimenziós euklideszi térbe ágyazott n dimenziós gömb esetén, ha m elég nagy (n függvényében), a gömb csomói homeomorfak a triviális csomóval. Általában a részenként lineáris n-gömbök csak {\displaystyle n+2} dimenziós térben alkotnak csomót (Zeeman 1963), de ez nem szükségszerű a simán csomózott gömbök esetén. Mi több, simán csomózott {\displaystyle 4k-1}-gömbök is vannak 6k dimenziós térben, például {\displaystyle \mathbb {R} ^{6}}-ban simán csomózott 3-gömb van (Haefliger 1962) (Levine 1965). Így a sima csomó kodimenziója tetszőlegesen nagy lehet a csomózott gömb dimenziója rögzítése nélkül, azonban bármely {\displaystyle \mathbb {R} ^{n}}-be ágyazott sima k-gömb csomómentes, ha {\displaystyle 2n-3k-3>0}. A csomó tovább általánosítható például a beágyazások környezeti izotópia szerinti osztályozása alapján.
Minden {\displaystyle \mathbb {S} ^{n}} n-gömbbe ágyazott csomó egy valós algebrai halmaz kapcsolata egy {\displaystyle \mathbb {R} ^{n+1}}-ben lévő izolált szingularitással (Akbulut & King 1981).
Az n-csomó egyetlen {\displaystyle \mathbb {R} ^{m}}-be ágyazott {\displaystyle \mathbb {S} ^{n}}. Az n-lánc {\displaystyle \mathbb {S} ^{n}\ \mathbb {R} ^{m}\ k} példányából áll, ahol k természetes szám. Mind az {\displaystyle m=n+2}, mind az {\displaystyle m>n+2} eseteket tanulmányozzák, akárcsak az {\displaystyle n>1} esetet.

## Csomók összeadása

Két csomó összege

Két csomó összeadható mindkét csomó vágásával és végeik összekapcsolásával. Ez a csomók összefüggő összege. Ez formálisan a következőképp definiálható (Adams 2004): adott mindkét csomó két diszjunkt síkbeli leképezése. Adott a síkban egy téglalap, ahol egy átellenes oldalpár a csomók mentén lévő ív, míg a többi rész diszjunkt a csomóktól. A csomók összege az első átellenes oldalpár törlésével és a második hozzáadásával képezhető. Attól függően, hogyan történt ez, 2 (de nem több) különböző csomó lehet az eredmény. E kétértelműség megszüntethető a csomók irányítottságával, vagyis a csomó mentén megadott preferált útiránnyal, és az összeg ívei a téglalap irányított határának megfelelő irányításával.
Az irányított csomók összege kommutatív és asszociatív. Egy csomó prím, ha nem triviális, és nem írható fel két nem triviális csomó összegeként. Egy ilyen összegként felírható csomó összetett. Minden csomó rendelkezik prímfelbontással, hasonlóan a prím- és összetett számok kapcsolatához (Schubert 1949).  Irányított csomók esetén e felbontás is egyedi. Magasabb dimenziójú csomók is összeadhatók, de vannak különbségek: például míg 3 dimenziós térben a triviális csomó nem két nem triviális összege, magasabb dimenzióban igen, legalábbis a legalább 3 kodimenziójú sima csomók esetén.
A csomók ezenkívül megszerkeszthetők körtopológiai úton is. Ez lágy érintkezésekkel szerkeszthető 5 művelettel (párhuzamos, soros, keresztezés, együttes és alárendelt). E megközelítés használható nyílt láncokra is, és kibővíthető a kemény érintkezések tartalmazásával is.

## Csomókatalogizálás

Prímcsomók legfeljebb 7 metszéssel és az Alexander–Briggs-jelöléssel jelölve

Hagyományosan a csomókat az metszésszám szerint jelölték. A csomókatalógusok általában csak prímcsomókat tartalmaznak, és csak 1 elemet a csomóra és tükörképére akkor is, ha azok különböznek (Hoste, Thistlethwaite & Weeks 1998). Az adott átmetszésszámú nem triviális csomók száma gyorsan nő, így a katalogizálás számításilag nehéz (Hoste 2005, p. 20). Azonban 2005-ig több mint 6 milliárd csomót és láncot sikerült leírni (Hoste 2005, p. 28). Az adott átmetszésszámú prímcsomók száma 16 átmetszésig: 0, 0, 1, 1, 2, 3, 7, 21, 49, 165, 552, 2176, 9988, 46 972, 253 293, 1 388 705… (A002863 sorozat az OEIS-ben). Bár exponenciális alsó és felső határok is ismertek, nem ismert, hogy a sorozat szigorúan növekvő-e (Adams 2004).
Tait, Little és Kirkman első csomókatalógusai csomódiagramokat használtak, de Tait használta a Dowker-jelölés elődjét is. A csomókra számos különböző jelölés ismert, melyek lehetővé teszik a hatékonyabb katalogizálást (Hoste 2005).
A korai katalógusok minden legfeljebb 10 metszést tartalmazó csomót és minden 11 metszést tartalmazó váltakozó csomót kívántak leírni (Hoste, Thistlethwaite & Weeks 1998). A csomóelmélet Alexander, Reidemeister, Seifert és társaik általi fejlesztése megkönnyítette a megerősítést, és Alexander–Briggs és Reidemeister az 1920-as évek végén kiadta minden legfeljebb 9 metszést tartalmazó csomót tartalmazó katalógusát.
E munkát először John Horton Conway ellenőrizte az 1960-as években, aki az új jelölés mellett létrehozta az Alexander–Conway-polinomot (Conway 1970) (Doll & Hoste 1991). Ez megerősítette a legfeljebb 11 metszéssel rendelkező csomók és az új, legfeljebb 10 metszést tartalmazó láncok katalógusát. Conway számos kihagyást talált, de csak egy duplikátumot a Tait–Little-táblázatokban, azonban ő kihagyta a Perko-párt, melyet csak 1974-ben vett észre Kenneth Perko (Perko 1974). E nevezetes hiba Dale Rolfsen művébe Conway munkája alapján készült csomókatalógust helyezett el. Conway 1970-es írása ezenkívül a nem váltakozó 11 metszéses csomókról szóló részében 1 duplikátumot és 4 kihagyást tartalmaz – köztük 2 olyan csomóét is, melyek korábban szerepeltek D. Lombardero 1968-as princetoni tézisében, és 2 olyanét is, melyeket Alain Caudron fedezett fel. Ezenkívül egy duplikátum szerepel a 10 metszéses láncokról szóló katalógusban is: a 2.-2.-20.20 a 8*-20.-20 tükörképe (Perko 2016).
Az 1990-es évek végén Hoste, Thistlethwaite és Weeks minden legfeljebb 16 metszéses csomót leírtak (Hoste, Thistlethwaite & Weeks 1998). 2003-ban Rankin, Flint és Schermann minden legfeljebb 22 metszéses váltakozó csomót leírt (Hoste 2005). 2020-ban Burton minden legfeljebb 19 metszéses prímcsomót leírt (Burton 2020).

### Alexander–Briggs-jelölés
Ez a leghagyományosabb jelölés, melyet 1927-ben jelentetett meg James W. Alexander és Garland B. Briggs, majd később Dale Rolfsen bővített ki csomókatalógusában. A jelölése metszésszám szerint rendszerezi a csomókat. A metszésszámot az adott metszésszámú csomók közti száma követi. E sorrend tetszőleges, így nincs speciális jelentősége (bár általában a csavarcsomó a tóruszcsomó után van). Láncok esetén a felső indexben lévő szám az azonos csomók száma, az alsó index az azonos számú csomókkal és átmetszésekkel rendelkező láncokat jelöli. Így a lóherecsomó jele 31, a Hopf-lánc 221. A 10162–10166 közti nevek kétértelműek a Perko-pár miatt, és a hiba javítását különbözően közelítik meg a későbbi csomókatalógusok és más publikációk. Richard Elwes a Perko-pár leírásában gyakori hibára mutatott rá.

### Dowker–Thistlethwaite-jelölés

Csomódiagram Dowker-szekvenciához jelölt metszésekkel

A Dowker–Thistlethwaite-jelölés, más néven Dowker-jelölés vagy -kód, páros számú egész szám véges szakasza. A számok a csomón való haladáskor jelennek meg a metszések egymást követő egészekkel való megjelölésével. Mivel minden metszésponton 2 áthaladás történik, ez páros és páratlan számok párjaihoz vezet. Egy megfelelő jelet adnak a felső és alsó helyzet jelölésére. Például a jobb oldali ábrán a csomódiagram metszései (1,−6) (3,−12) (5,−2) (7,−8) (−9,4) (11,−10) párokkal vannak jelölve. A Dowker–Thistlethwaite-jelölés a 6, −12, 2, 8, −4, −10 sorozat. Egy csomódiagram 1-nél több Dowker–Thistlethwaite-jelöléssel rendelkezhet, és többértelműen lehet a csomót e jelölésből visszanyerni.

### Conway-jelölés
A csomók és láncok Conway-jelölése a csavarsorok elméletén alapul (Conway 1970). E jelölés előnye, hogy a csomó vagy lánc tulajdonságait meghatározza.
A jelölés leírja a lánc diagramjának szerkesztési módját a kétszög nélküli 4 értékű összefüggő síkbarajzolható alappoliéderből kezdve: egy ilyen poliédert a csúcsok száma, majd az alappoliéder-listán lévő helyzetet jelző csillagok száma jelzi. Például a 10** a második 10 csúcsú poliédert jelenti Conway listáján.
Minden csúcs helyére algebrai csavarsor kerül ezután (minden csúcs úgy van elrendezve, hogy ne legyen tetszőleges helyettesítési lehetőség). Minden ilyen sor számokból és + vagy − jelekből álló jelölést kap.
Például ilyen az 1*2 −3 2. Az 1* az egyetlen 1 csúcsú alappoliédert jelenti. A 2 −3 2 egy racionális csavarsorhoz rendelt lánctört sorozata. E csavarsor kerül az 1* alappoliéder csúcsára.
Összetettebb példa a 8*3.1.2 0.1.1.1.1.1, ahol a 8* az első 8 csúcsú alappoliédert jelenti, a pontok az egyes csavarsorok jelöléseit választják el.
Bármely lánc leírható így, és e jelölés igen kompakt nagyon nagy metszésszám esetén is. Ezenkívül további rövidítések is előfordulnak: az utolsó példát általában 8*3:2 0-ként írják kihagyott egyesekkel, ahol a pontok száma marad meg a jelölés végén lévők kivételével. Egy, az első példában szereplőhöz hasonló algebrai csomó esetén az 1*-ot gyakran elhagyják.
Conway tanulmánya a témában felsorolja a láncok leírásához használt legfeljebb 10 csúcsú alappoliédereket, melyek szabványosak lettek az ily láncokhoz. Magasabb csúcsszámú poliéderekhez elérhetők nem szabványos lehetőségek is.

### Gauss-kód
A Gauss-kód a Dowker–Thistlethwaite-jelöléshez hasonlóan a csomót egészek sorával írja le, de ahelyett, hogy minden átmetszést két különböző számmal jelölne, az átmetszések csak 1 számmal vannak jelölve. Ha a csomó az átmetszésen felül halad át, pozitív, ha alul, negatív egész használatos. Például lóherecsomó adható meg az 1,−2,3,−1,2,−3 sorozattal.
A Gauss-kód korlátozottan képes csak azonosítani a csomókat. Ezt részben megoldja a kiterjesztett Gauss-kód.

### Bevezető könyvek
Ezek a csomóelméletbe bevezető könyvek. Általános bevezető egyetemi hallgatók számára (Rolfsen 1976). További jó bevezetők például (Adams 2004) és (Lickorish 1997). Adams informális, és nagyrészt érthető középiskolai tanulók számára is, Lickorish rigorózus bevezető egyetemi hallgatók számára, mely klasszikus és modern témákról is szól. (Cromwell 2004) megfelelő a ponthalmaz-topológia ismerői számára, melyhez az algebrai topológia ismerete nem szükséges.
- Knots, De Gruyter Studies in Mathematics. Walter de Gruyter (1985). ISBN 978-3-11-008675-1
- Introduction to Knot Theory. Springer (1977). ISBN 978-0-387-90272-2
- Kauffman, Louis H.. On Knots. Princeton University Press (1987). ISBN 978-0-691-08435-0
- Kauffman, Louis H.. Knots and Physics, 4th, World Scientific (2013). ISBN 978-981-4383-00-4
- Cromwell, Peter R.. Knots and Links. Cambridge University Press (2004). ISBN 978-0-521-54831-1

### Elemzések
- Handbook of Knot Theory. Elsevier (2005). ISBN 978-0-444-51452-3
  - Menasco és Thistlethwaite kézikönyve a modern kutatási trendek témáit tartalmazza úgy, hogy az megfeleljen az alsóbb éves egyetemi hallgatóknak és a kutatóknak egyaránt.
- Livio, Mario. Ch. 8: Unreasonable Effectiveness?, Is God a Mathematician?. Simon & Schuster, 203–218. o. (2009). ISBN 978-0-7432-9405-8

### Történet
- Thomson, Sir William (1867). „On Vortex Atoms”. Proceedings of the Royal Society of Edinburgh VI, 94–105. o.
- Silliman, Robert H. (1963. december 1.). „William Thomson: Smoke Rings and Nineteenth-Century Atomism”. Isis 54 (4), 461–474. o. DOI:10.1086/349764. JSTOR 228151.
- Film Tait füstgyűrűkísérletének modern reprodukciójáról
- A csomóelmélet története Andrew Ranicki honlapján

### Csomókatalógusok és szoftver
- KnotInfo: Table of Knot Invariants and Knot Theory Resources
- The Knot Atlas Archiválva 2021. június 28-i dátummal a Wayback Machine-ben. — részletes információk az egyes csomókról a csomókatalógusokban
- KnotPlot — csomók geometriai tulajdonságait leíró szoftver
- Knotscape Archiválva 2020. február 28-i dátummal a Wayback Machine-ben. — csomóképek készítésére használt szoftver
- Knoutilus Archiválva 2020. június 27-i dátummal a Wayback Machine-ben. – csomók internetes adatbázisa és képgenerátora
- KnotData.html – Wolfram Mathematica-függvény csomóvizsgálatra
- Regina Archiválva 2022. augusztus 11-i dátummal a Wayback Machine-ben. – alacsony dimenziós topológiai szoftver natív csomó- és lánctámogatással. Legfeljebb 19 metszéses prímcsomók táblázata